# Pristanišče Casablanca
Pristanišče Casablanca (arabsko ميناء الدار البيضاء, francosko Port de Casablanca) se nanaša na skupne objekte in terminale, ki opravljajo funkcije pomorske trgovine v pristaniščih Casablance in ki skrbijo za ladijski promet Casablance. Pristanišče je v bližini mošeje Hasana II.
Pristanišče Casablanca je eno največjih umetnih pristanišč v Maroku in na svetu, čeprav je bilo zasenčeno, ko je v uporabo leta 2007 stopilo Tangiers-Med – tovorno pristanišče 40 km vzhodno od Tangerja in po zmogljivosti največje na sredozemski obali Afrike. Začetna zmogljivost pristanišča Casablanca je bila 3,5 milijona zabojnikov za pošiljke.
Pristanišče Casablanca pretovori več kot 21,3 milijona ton prometa letno, kar je 38 % maroškega prometa in opravi prodajni promet v višini več kot 894 milijonov maroških dirhamov. Obsega 605 ha in se razteza na več kot 8 kilometrov dolžine. Lahko sprejme več kot 35 ladij hkrati.
Pristanišče upravlja Marsa Maroc, naslednik ODEP (Office D'Exploitation des Ports), ustanove v javni lasti, katere glavna vloga je zagotavljanje upravljanja potnikov, blaga in ladij, ki plujejo skozi maroška pristanišča.

## Zgodovina
Preden so jo v 16. stoletju napadli Portugalci, je bila Casablanca znana kot Anfa. Portugalci so uporabili ruševine Anfe za izgradnjo vojaške trdnjave leta 1515, na koncu pa jih je leta 1530 izgnala maroška dinastija Saadi. Ustanovitev sedanjega pristanišča se je začela med vladavino Sidi Mohamed Bin Abdelaha, maroškega alavijskega sultana v 18. stoletje. Ta sultan ga je poimenoval Addar Al Beida ali Casablanca. V 19. stoletju je prebivalstvo območja začelo naraščati, ko je Casablanca postala glavni dobavitelj volne za cvetočo tekstilno industrijo v Veliki Britaniji, ladijski promet pa se je povečal. Britanci so v zameno začeli uvažati čaj smodnik, ključno sestavino maroške nacionalne pijače, metinega čaja. Do leta 1860 je mesto imelo okoli 4000 prebivalcev, prebivalstvo pa je do poznih 1880-ih naraslo na okoli 9000. Casablanca je ostala skromno veliko pristanišče, s prebivalstvom, ki je v nekaj letih po francoski osvojitvi in prihodu Francozov doseglo okoli 12.000 kolonialistov v mestu - sprva kot upravitelji v suverenem sultanatu, v 1912.
Takratna maroška uprava je družbi Compagnie Marocaine zaupala gradnjo majhnega pristanišča, katerega vodna površina, ki jo je treba zaščititi, ne presega 10 hektarjev. Dela, ki so se začela leta 1906, so bila sestavljena iz gradnje več majhnih pomolov. Pristanišče Casablanca se je začelo razvijati leta 1906.
Po dokončanju leta 1938 je konfiguracija pristanišča dobila obliko, ki je vključevala vodno gladino površine 125 hektarjev in nivoje pomolov za pristanišče trgovskih ladij.
Pristanišče se je pomembno razširilo, vključno s podaljšanjem dveh obratov za prevoz fosfatov in dokončanjem obrata za agrume v letih od 1950 do 1980. Od leta 2013 potekajo številna druga dela, ki jih je naročil Marsa-Maroc.
Leta 2022 so predali nov terminal za križarjenja s kapaciteto 450.000 potnikov.

## Galerija
- Izgradnja valobrana leta 1916
- Pristanišče Casablanca leta2018
- Kontejnersko pristanišče 2023